# Personal Computer Memory Card International Association

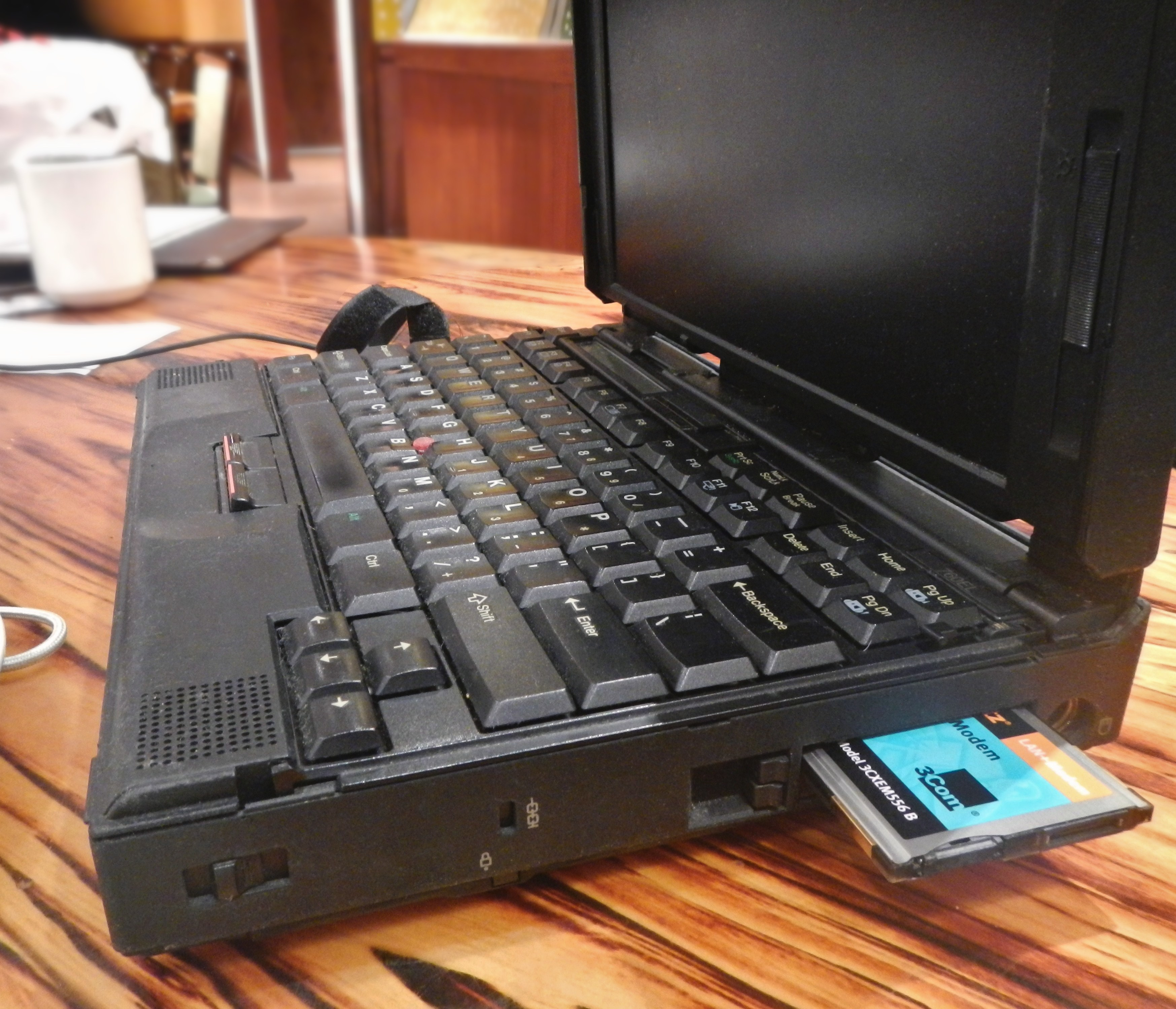
Notebook mit herausstehender PCMCIA-Karte

Die 1990 gegründete Personal Computer Memory Card International Association (PCMCIA) war eine Vereinigung von IT-Herstellern; zu ihren Mitgliedern zählten Dell, Hewlett-Packard, IBM, Intel, Lexar Media, Microsoft, SCM Microsystems und Texas Instruments.
Sie war Namensgeberin eines Standards für Erweiterungskarten mobiler Computer. Diese Karten sind unter den Namen PCMCIA-Karte oder PC Card bekannt.
Die PCMCIA hat sich 2009/2010 aufgelöst. Die Spezifikationen sind vom USB Implementers Forum (USB-IF) übernommen worden.

## Name
Der PCMCIA-Standard wird häufig als Beispiel für abschreckende, nicht selbsterklärende Bezeichnungen im Computerbereich genannt. Andrew Grove (ehemals CEO von Intel) sagte einmal: „People Can’t Memorize Computer Industry Acronyms“ (etwa: Niemand kann sich die Akronyme der Computer-Industrie merken); dieses Zitat fand seinen festen Platz im Sprachschatz von Computerspezialisten und ist ein Musterbeispiel für ein Backronym.